# Zájmová skupina
Zájmová skupina, též advokační skupina, v přeneseném smyslu i akční skupina nebo lobby je skupina lidí obhajující společný postoj nebo řešení s cílem ovlivnit veřejné mínění a v konečném důsledku politiku případně společnost. Tyto skupiny hrají důležitou roli ve vývoji politických a sociálních systémů.
Motivy jednání mohou být politické, náboženské, morální nebo komerční. Skupiny používají různé metody, aby se pokusily dosáhnout svých cílů, včetně lobbování, mediálních kampaní, propagačních akcí, průzkumů veřejného mínění, výzkumu a taktických schůzek. Některé skupiny jsou podporovány nebo zaštiťovány silnými obchodními nebo politickými zájmy a mají značný vliv na politický proces, jiné takové zdroje nemají.
Takto prosazují své skupinové zájmy i různé spolky, profesní sdružení, učené společnosti, studentské a nevládní organizace, think tanky, občanské iniciativy, odbory a další instituce občanské společnosti.
Z některých zájmových skupin se staly důležité sociální a politické instituce nebo sociální hnutí. Další skupiny byly obviněny z manipulace s demokratickým systémem pro úzký komerční zisk nebo z korupce, podvodu, úplatkářství a jiných závažných zločinů. Skupiny, které mají méně finančních zdrojů, mohou použít přímou akci a občanskou neposlušnost a v některých případech jsou obviňovány z ohrožení sociálního řádu nebo jsou nazývány „domácími extremisty“.

## Lobování v EU a rejstřík transparentnosti
Evropské zastoupení zájmů je oficiální název pro činnost zástupců různých zájmových skupin nebo lobbisty, kteří se pokoušejí ovlivňovat výkonné a zákonodárné orgány Evropské unie prostřednictvím public relations nebo veřejných akcí. Lobování na úrovni Evropské unie je stále více součástí politického rozhodovacího procesu, a tedy součástí legislativního procesu (participativní demokracie).
V rámci Evropské iniciativy pro transparentnost zavedla Evropská komise v roce 2008 dobrovolný registr lobbistů EU. Takzvaný rejstřík transparentnosti Evropského parlamentu i Komise EU byl zřízen o tři roky později, 23. června 2011. Registrace není povinná, je však podmínkou pro akreditaci a fyzický přístup do budov Evropského parlamentu. Cílem je veřejná kontrola samotného procesu lobbování, včetně přehledu o tom, kdo jsou ti lobbisté, kteří se snaží ovlivnit řízení EU a čí zájmy zastupují. Patří mezi ně právnické firmy, obchodní a profesní sdružení, nevládní organizace a organizace zastupující zájmy regionálních nebo obecních úřadů a dalších veřejných institucí.
Žadatel musí poskytnout ke zveřejnění svoji adresu (hlavní kancelář), konkrétní ambice, poslání a zájmy, členství, jmenovat klienty jejichž zájmy zastupuje a přibližné finanční zdroje, včetně finančních prostředků z EU. Registrací žadatel souhlasí s jednotným kodexem chování.
V roce 2019 Parlament EU při změně svého jednacího řádu stanovil, že poslanci, kteří se podílejí na přípravě a vyjednávání právních předpisů, musejí své schůzky s lobbisty zveřejňovat online.